# Aledmys Díaz
Aledmys Díaz Serrano (Santa Clara, 1º agosto 1990) è un giocatore di baseball cubano, che gioca nel ruolo di interbase per gli Houston Astros della Major League Baseball (MLB).